# Stiftskirche Kaufungen

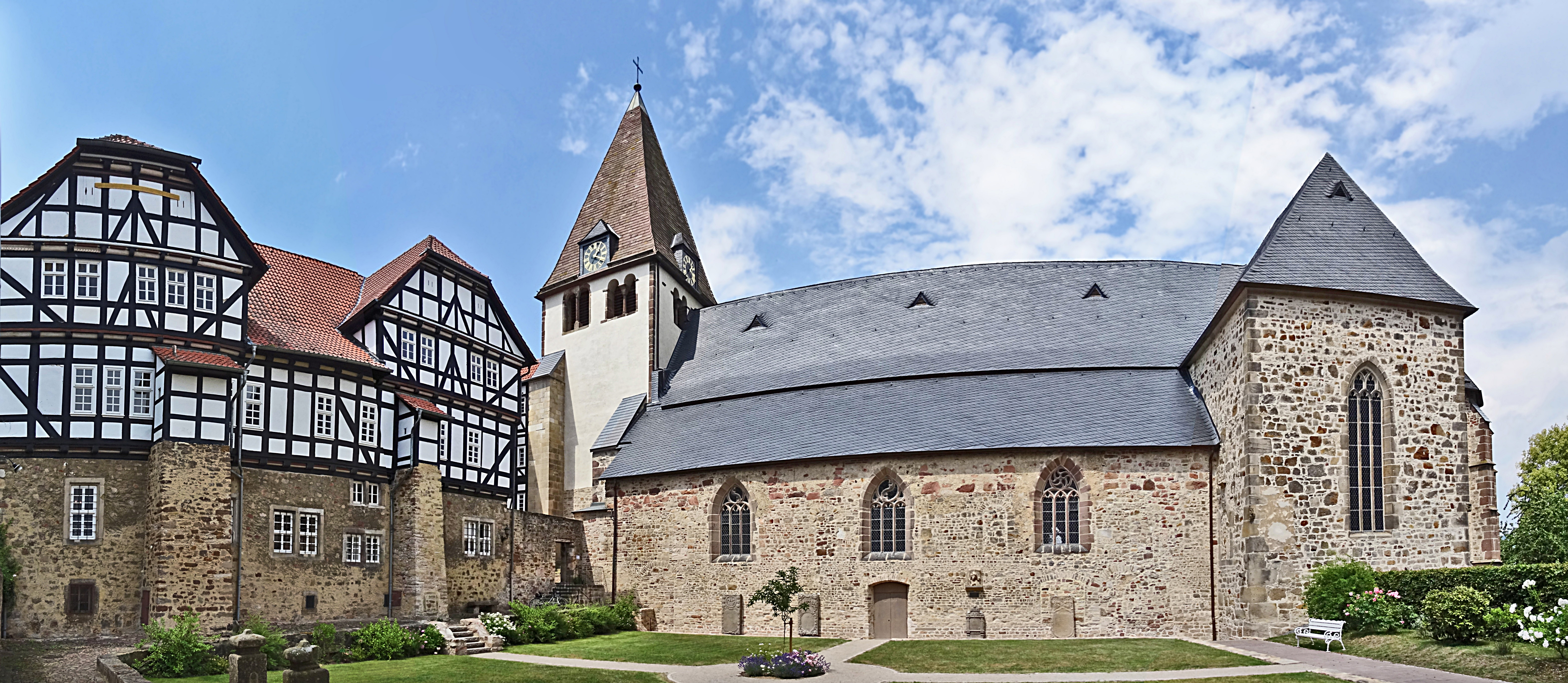
Stiftskirche Seitenansicht

Die Kirche des Heiligen Kreuzes, heute Stiftskirche Kaufungen, wurde von Kaiserin Kunigunde gestiftet und am 13. Juli 1025, dem ersten Todestag ihres Mannes, des Kaisers Heinrich II., geweiht. Sie ist Bestandteil des ehemaligen Klosters Kaufungen im Ortsteil Oberkaufungen der hessischen Gemeinde Kaufungen im Landkreis Kassel. Die Kirche gilt als bedeutendes Werk spätottonischer Kunst. Der im Inneren 1938 freigelegte Westbau mit Bogenarkaden über zwei sehr schlanken Säulen stammt noch aus vorromanischer Zeit.

## Geschichte
Im Jahr 1017 gründete Kaiserin Kunigunde nach einer überstandenen schweren Erkrankung in Kaufungen ein Benediktinerinnenkloster durch Umwandlung des Kaufunger Königshofes. Im selben Jahr begann auf diesem Areal der Bau einer romanischen Basilika, der nach Vollendung am 13. Juli 1025 geweiht wurde. Nach schweren Beschädigungen musste um 1175 der Chorteil eingewölbt werden; dabei orientierte man sich an dem Vorbild im Kloster Lippoldsberg. Im zweiten Viertel des 13. Jahrhunderts begann der Umbau zu einer flachgedeckten gotischen Hallenkirche. Nach einem Brand mussten 1422 die meisten Fenster und Türen erneuert werden; dabei wurden auch die Seitenschiffwände in gotischem Stil erhöht. Ebenfalls im 15. Jahrhundert wurden die gotischen Wandmalereien geschaffen. Nach einem weiteren Brand wurde die Kirche 1564 erweitert und bemalte Holzdecken eingezogen. Ein Restaurierungsprojekt des Kasseler Konsistorialbaumeisters Gustav Schönermark von 1893, das im Westjoch der Kirche einen abgetrennten und erhöht gelegenen Betsaal für die evangelische Kirchengemeinde vorsah, wurde durch die Intervention des staatlichen Bezirkskonservators Ludwig Bickell und des Konservators der Kunstdenkmäler in Preußen, Reinhold Persius, verhindert. Die farbigen Fenster im Chor entstanden bei der Restaurierung in den Jahren 1935 bis 1938. Sie zeigen im mittleren Fenster Wappen des Landgrafen Philipp von Hessen, in den anderen Fenstern Familienwappen der Hessischen Ritterschaft. Bei dieser Restaurierung wurden auch die im 13. Jahrhundert vermauerten Arkaden der Kaiserloge wieder geöffnet und die gotischen Wandmalereien freigelegt.

## Orgeln
Auf der Kaiserloge der Stiftskirche befindet sich eine Orgel, die im Jahre 1802 von dem Hoforgelbauer Georg Peter Wilhelm aus Kassel erbaut wurde. Das Instrument ist in großen Teilen original erhalten. Nachdem es 1974 unfreiwillig verstummt war, wurde das Instrument in den Jahren 2013 bis 2019 von der Firma Jehmlich Orgelbau Dresden umfassend restauriert und am 20. Oktober 2019 offiziell wieder in Betrieb genommen. Das rein mechanische Instrument hat 1150 Pfeifen und 21 Register auf zwei Manualen und Pedal.
| I Hauptwerk C–f3 |                |     |
| 1.               | Bordun         | 16′ |
| 2.               | Prinzipal      | 8′  |
| 3.               | Hohl Flöte     | 8′  |
| 4.               | Viola di Gamba | 8′  |
| 5.               | Octav          | 4′  |
| 6.               | Blockflöte     | 4′  |
| 7.               | Octav          | 2′  |
| 8.               | Mixtur IV      | 2′  |
| 9.               | Trompet D      | 8′  |

| II Positiv C–f3 |                 |    |
| 10.             | Gedact          | 8′ |
| 11.             | Prinzipal       | 4′ |
| 12.             | Flöte           | 4′ |
| 13.             | Octav           | 2′ |
| 14.             | Flageolet       | 2′ |
| 15.             | Sesquialtera II |    |

| Pedal C– |           |     |
| 16.      | Untersatz | 16′ |
| 17.      | Octavbass | 8′  |
| 18.      | Octav     | 4′  |
| 19.      | Octav     | 2′  |
| 20.      | Mixtur II |     |
| 21.      | Posaune   | 16′ |

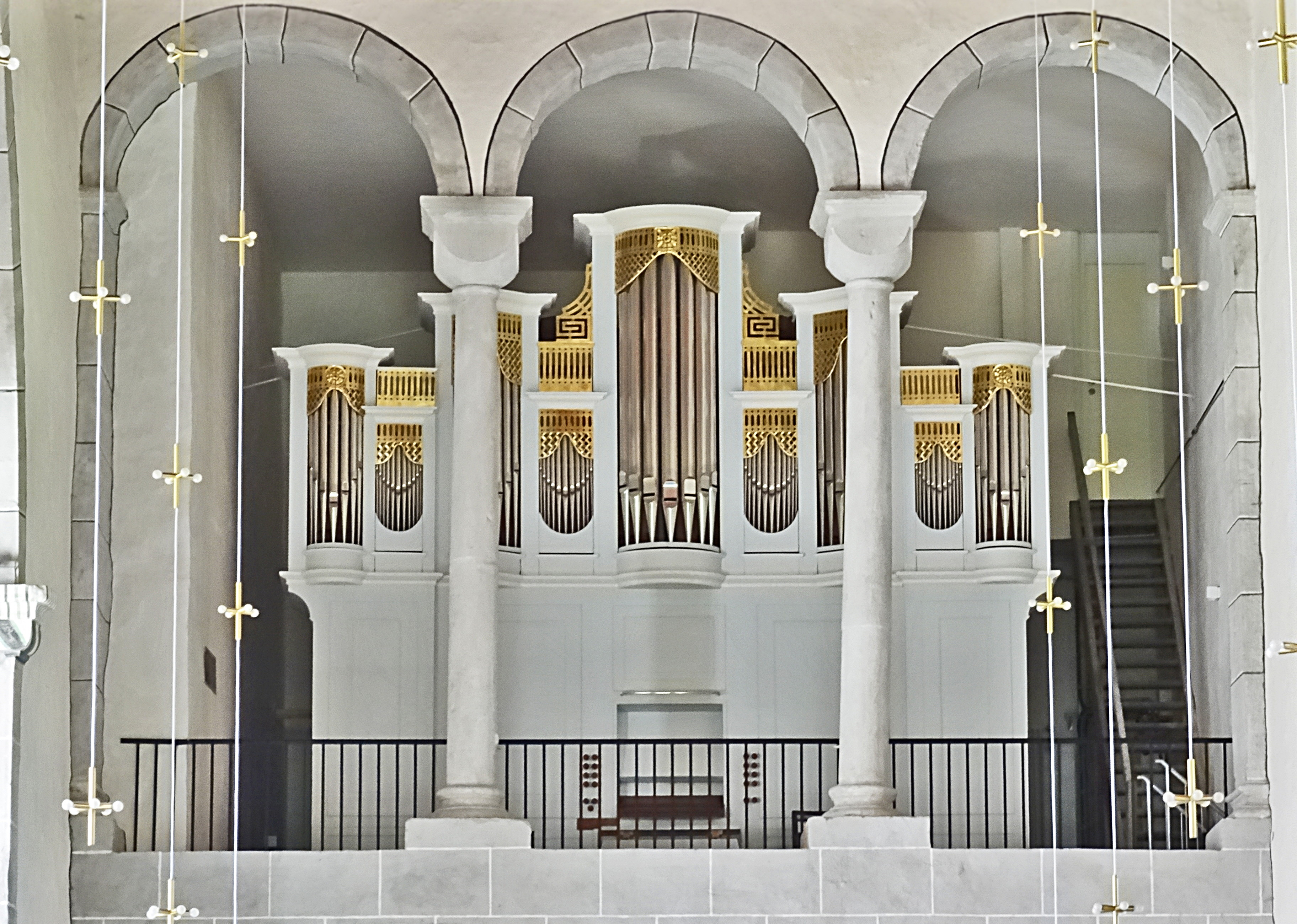
Wilhelm-Orgel von 1802

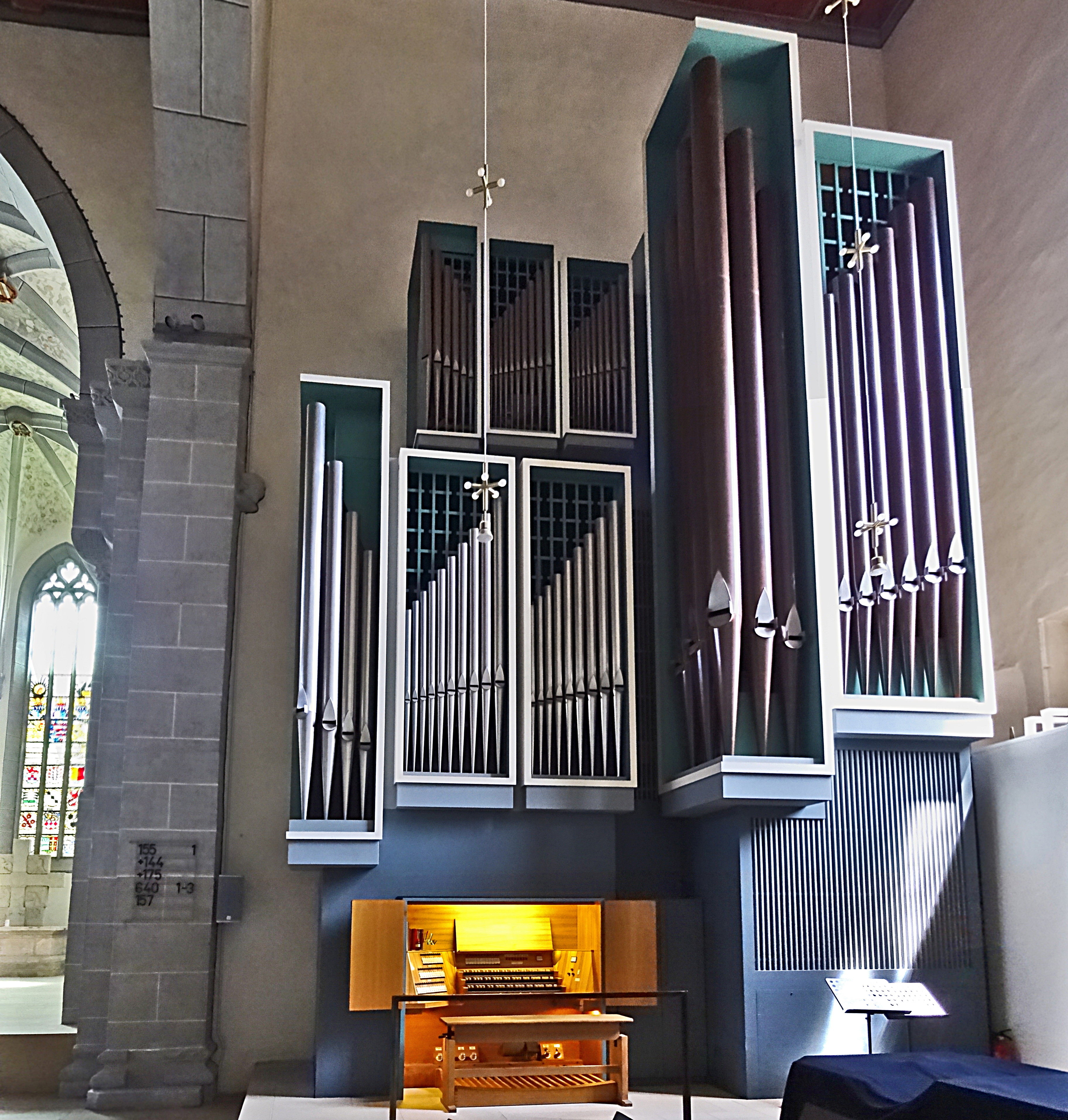
Noeske-Konzertorgel

An der Ostwand des südlichen Seitenarms wurde von Dieter Noeske 1974 eine Konzertorgel mit 40 Registern, verteilt auf 3 Manuale und Pedal errichtet.

## Veranstaltungen
Seit 2005 richtet der Förderverein Stiftskirche Kaufungen jährlich im Advent einen Weihnachtsmarkt an der Stiftskirche aus, die Kaufunger Stiftsweihnachten.
Am 13. Juli 2025 wird mit einem großen Festgottesdienst der 1000. Stiftskirchengeburtstag gefeiert.